# Point of Bay
Point of Bay es un pueblo canadiense situado en la provincia de Terranova y Labrador.

## Superficie
Point of Bay tiene una superficie de 21,62 km².

## Demografía
En 2021, tenía 137 habitantes, una densidad poblacional de 6,3 hab./km², y 109 viviendas.